# پرنسس وی‌یونگ
پرنسس وی‌یونگ (چینی: 锦绣未央; پین‌یین: Jinxiu Weiyang) یک مجموعهٔ تلویزیونی چینی در سال ۲۰۱۶ است که در آن تیفانی تانگ، لو جین، وانس وو، مائو شیاوتونگ و لی شین‌آی نقش‌آفرینی می‌کنند. این مجموعه برگرفته از رمان The Poisonous Daughter  (چینی: 庶女有毒) اثر شین جیان است و روایتی خیالی از امپراتور ونچنگ از دوران سلطنت وی شمالی و نایب السلطنه شهبانو فنگ است. این سریال از ۱۱ نوامبر تا ۹ دسامبر ۲۰۱۶ در تلویزیون دراگون و تلویزیون پکن پخش شد.